# Prystelka
Prystelka (Pristella maxillaris) – gatunek ryby z rodziny kąsaczowatych (Characidae), jedyny przedstawiciel rodzaju Pristella. Hodowana w akwariach.

## Opis
Dorasta do 5 cm długości. Towarzyska, spokojna, może przebywać w zbiorniku wielogatunkowym. Pływa głównie w środkowych partiach wody.
Dymorfizm płciowy: samica ma bardziej wypukły brzuch.
Temperatura w akwarium 21–28 °C, woda miękka do twardej 2–20°n, pH 6–8. Wielkość akwarium minimum 40–60 l, sporo roślin, lecz również dużo miejsca do pływania, ciemne dno, rośliny pływające. Tarło odbywa się w pobliżu roślin. Wychów narybku dość trudny.